# Размишљај као мушкарац
Размишљај као мушкарац (енгл. Think Like a Man) амерички је љубавно-хумористички филм из 2012. године у режији Тима Сторија, по сценарију Кита Меримана и Дејвида А. Њумана. Темељи се на књизи Понашај се као дама, размишљај као мушкарац Стива Харвија. Ансамблску поделу улога предводе Мајкл Или, Џери Ферара, Меган Гуд, Реџина Хол, Кевин Харт, Теренс Џенкинс, Тараџи П. Хенсон, Романи Малко и Габријела Јунион.
Премијерно је приказан 20. фебруара 2012. године на Панафричком филмском фестивалу. Добио је помешане критике критичара, који су похвалили хумор, музику и глумачку поставу (посебно Гудову, Малка и Харта), али су га назвали „стандардном љубавном комедијом”. Остварио је комерцијални успех, зарадивши 98,1 милион долара наспрам буџета од 12 милиона долара. Наставак, Размишљај као мушкарац 2, приказан је 20. јуна 2014. године, са истом глумачком поставом, али је добио негативне критике и остварио слабији комерцијалн успех.

## Радња
Свака од жена је читалац књиге Понашај се као дама, размишљај као мушкарац Стива Харвија. Када мушкарци сазнају да се жене ослањају на Харвијеве савете, покушавају да преокрену ситуацију у своју корист, али се ствари компликују.

## Улоге
| Глумац           | Улога            |
| ---------------- | ---------------- |
| Кевин Харт       | Седрик           |
| Мајкл Или        | Доминик          |
| Тараџи П. Хенсон | Лорен            |
| Теренс Џенкинс   | Мајкл            |
| Реџина Хол       | Кендис           |
| Џери Ферара      | Џереми           |
| Габријела Јунион | Кристен          |
| Романи Малко     | Зик              |
| Меган Гуд        | Маја             |
| Стив Харви       | себе             |
| Гари Овен        | Бенет            |
| Венди Вилијамс   | Гејл             |
| Крис Браун       | Алекс            |
| Кери Хилсон      | Хедер            |
| Тика Самптер     | Доминикова бивша |
| Морис Честнат    | Џејмс            |
| Аријел Кебел     | Џина             |